# I. Sándor skót király
I. Sándor, ang. Alexander I. (1077/1078 – Stirling, 1124. április 23.) 1107 után Skócia királya, III. Malcolm negyedik fia. Bátyja, Edgar halála után lett uralkodó. A véres belviszályok lezáródásával csak Észak-Skóciára tudta korlátozni hatalmát. Uralkodása során az egyházat kolostorok és püspökségek alapításával támogatta.